# Commanderie de Serre-lès-Montceaux
La commanderie de Serre-lès-Montceaux était une commanderie hospitalière dont l'origine remonte aux Templiers. Elle fut confisquée pendant la Révolution française et disparait à cette occasion.

## Description géographique
Situé à Montceaux-lès-Vaudes, commune de l'Aube dont Serre est un hameau.

## Histoire
Comme seigneur de Cerres, il y avait en 1196, Belin de Roserio et son épouse Pétronille qui firent à cette date une donation, sous le sceau de Garnier évêque de Troyes, donation qui servit de base à la création de la commanderie de Serre-lès-Montceaux. De 1314 à la Révolution les seigneurs de Serre étaient les commandeurs de la commanderie de Troyes. Parmi les possessions de la commanderie il y avait des terres à Plessis, Fouchères, la dîme de Vaudes. La maison était, en 1656, constituée de deux chambres basses, une chambre haute, une chambre dédiée au four, une chapelle dédiée à saint Jean Baptiste. Le tout fermé de haies vives dans un champ de 94 arpents. Elle avait 320 arpents de terre labourable, la mairie et des usages en la forêt de Rumilly, d'Isle et de Chaource.

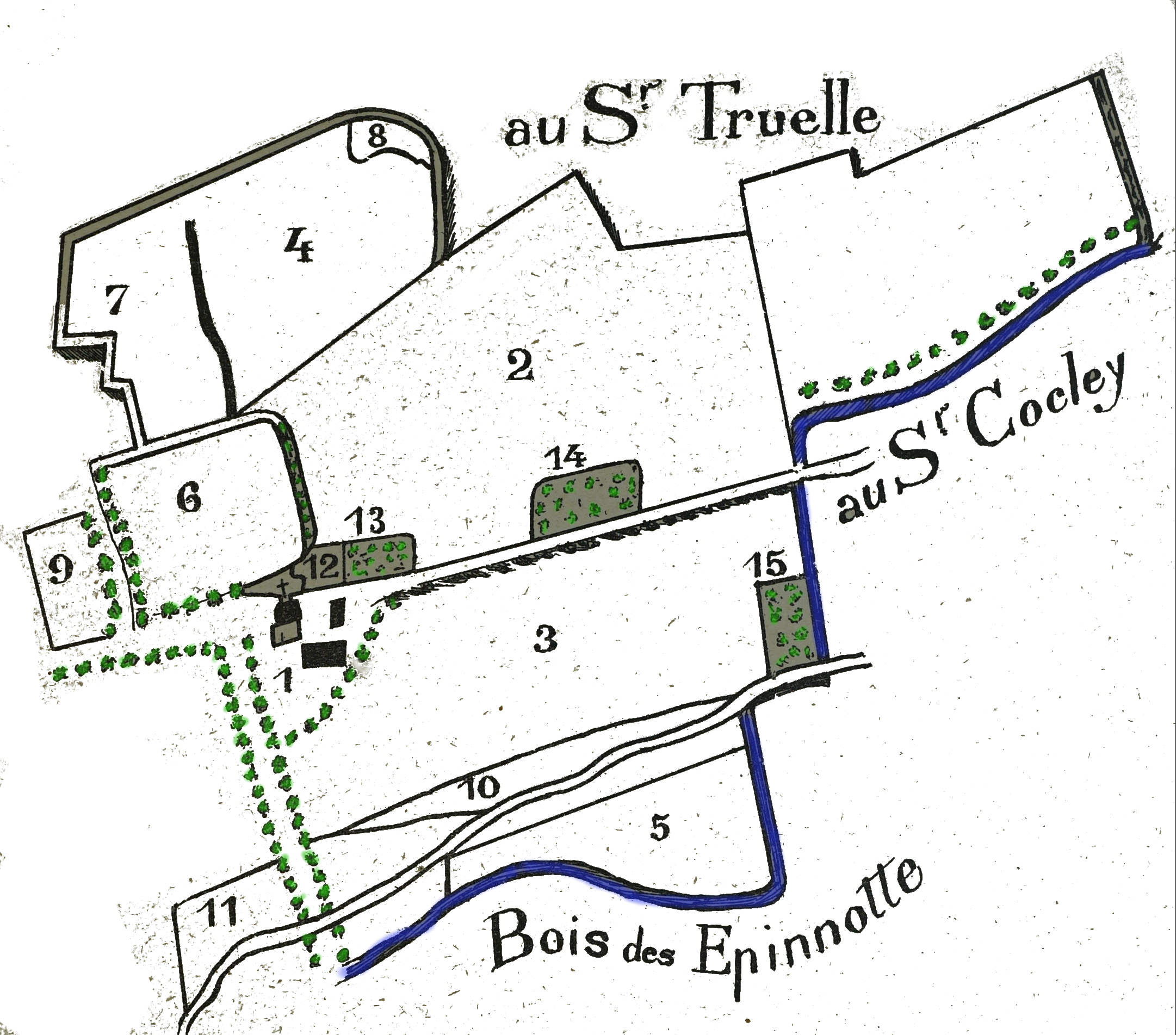
Ferme de Serre en 1752.

La première mention explicite de la maison du Temple de Serre, de la baillie du même nom et de son commandeur remonte à 1238.
Au moment du procès de l'ordre du Temple, on trouve trois frères de l'ordre originaires de Cerres à savoir Nicolas, Pierre et Hugues de Serre  ainsi que le frère Jean de Sainte-Geneviève qui résidait quant à lui dans la maison du Temple de Serre.

## Sources